# Cristóbal López Romero
Cristóbal López Romero, né le 19 mai 1952 à Vélez-Rubio (Almería) en Espagne, est un prélat catholique espagnol, membre de la congrégation des Salésiens et archevêque de Rabat au Maroc depuis 2018. Il est cardinal depuis 2019.

## Biographie
Cristóbal López Romero est né le 19 mai 1952 à Vélez-Rubio en Espagne. Il entre chez les Salésiens en 1964. Il est ordonné prêtre le 19 mai 1979.
Il est nommé archevêque de Rabat le 29 décembre 2017 par le pape François qui lui confiera aussi la charge d'administrateur apostolique de l'archidiocèse de Tanger le 24 mai 2019.
Le 1er septembre 2019, le pape François annonce sa future création comme cardinal au consistoire du 5 octobre suivant. Il est créé cardinal-prêtre au titre de San Leone I. 
Il annonce le 3 mai 2025, avant le début du conclave, qu’il se retire car il trouve qu’il y a trop de cardinaux qui sont avides de pouvoir et qu’il n’a pas envie d’être pape,, ajoutant dans ce qui s'apparente à une boutade « Si je vois poindre le danger d'être élu lors du conclave, je m'enfuirai et l'on me retrouvera en Sicile ».